# Maverick City Music

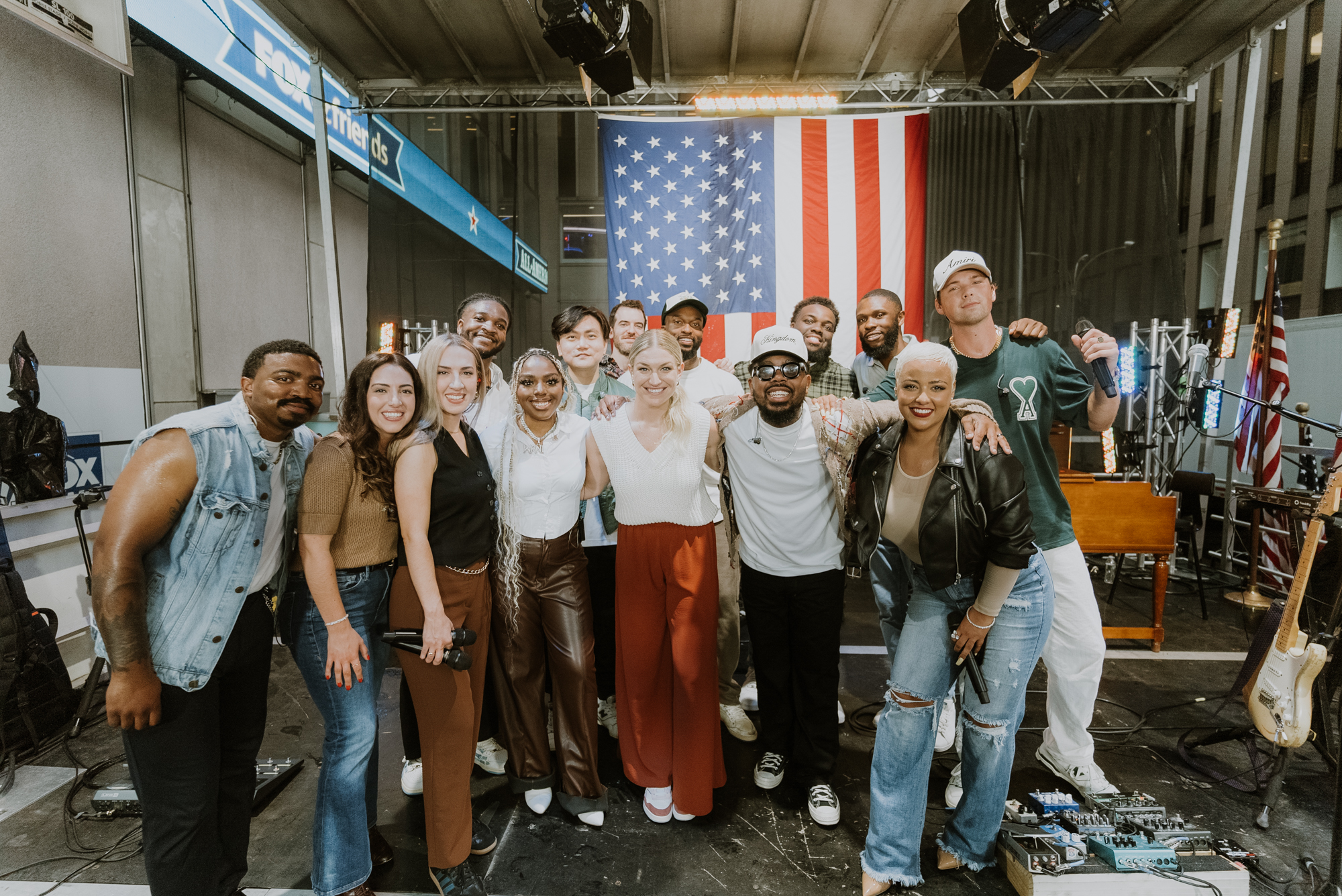
Maverick City Music, 2023

Maverick City Music ist eine US-amerikanische Lobpreis-Band aus Atlanta. Das Kollektiv wurde 2018 gegründet und wurde unter anderem durch die Zusammenarbeit mit Elevation Worship auch international bekannt. Der gemeinsame Song Jireh ist der erfolgreichste in der Geschichte der US-Gospelcharts. Sie hatten zahlreiche Nummer-1-Platzierungen in den US-Gospelcharts und gewann in 5 Jahren ebenso viele Grammy-Auszeichnungen.

## Geschichte
Jonathan Jay und Tony Brown riefen Maverick City Music 2018 in Atlanta, der Hauptstadt des US-Bundesstaats Georgia, als Label und als Musikkollektiv ins Leben. Bekannteste Musiker der Gruppe sind Naomi Raine und Chandler Moore. Im Sommer 2019 veröffentlichten sie ihre erste EP Maverick City, Vol. 1 und kamen damit auf Anhieb in die Top 10 der US-Gospelcharts. Musikalisch bewegt sich die Gruppe zwischen modernem Gospel und christlicher Popmusik (CCM). Mit Volume 2 und 3 konnten sie sich schon etablieren und mit Promises hatten sie 2021 ihren ersten Nummer-1-Hit in den Gospel- und CCM-Charts.
Im selben Jahr veröffentlichten sie auch ihr erstes spanischsprachiges Album und im April das Album Old Church Basement, eine Zusammenarbeit mit Elevation Worship aus dem angrenzenden North Carolina. Das gemeinsame Album erreichte nicht nur Platz 1 der Gospelcharts, sondern auch Platz 30 der genreübergreifenden offiziellen US-Charts. Außerdem platzierte es sich in weltweit in vielen englischsprachigen Ländern und sogar in der Schweiz. Drei Lieder des Albums waren Nummer-1-Gospelsongs. Jireh blieb 86 Wochen an der Spitze und stellte damit mit Abstand einen neuen Rekord auf. Dieses Lied und Wait on You brachten ihnen zwei Grammy-Nominierungen, das Album gewann die Auszeichnung in der Kategorie Christliche Popmusik.
Maverick City Music veröffentlichte in der Folge sehr viele Alben und Songs, die teilweise an den Erfolg herankamen. Im Jahr 2022 ragten zwei Alben heraus: das Kurzalbum Breathe mit unterschiedlichen Gastmusikern und das zusammen mit Kirk Franklin aufgenommene Livealbum Kingdom Book One. In den Kategorien Gospel bzw. Christliche Popmusik gewannen sie die Auszeichnungen bei den Grammys, zwei Livesongs, Kingdom und Fear Is Not My Future, brachten ihnen ebenfalls in beiden Genrekategorien zwei weitere Trophäen. Sie gehörten mit 4 Auszeichnungen zu den erfolgreichsten Interpreten des Awards in diesem Jahr.
In den folgenden beiden Jahren erschienen Alben wie The Maverick Way und die erweiterte Ausgabe The Maverick Way Complete, die ihnen zusammen mit darauf enthaltenen Songs 5 weitere Grammy-Nominierungen brachten. Die volle Version stand insgesamt 18 Wochen auf Platz 1 der Gospelcharts und war ihr drittes Album, das sich auch in den offiziellen Albumcharts platzieren konnte.

## Diskografie

### Alben
| Jahr | Titel Interpreten                                                               | Höchstplatzierung, Gesamtwochen, AuszeichnungChartplatzierungen (Jahr, Titel, Interpreten, Platzierungen, Wochen, Auszeichnungen, Anmerkungen) | Höchstplatzierung, Gesamtwochen, AuszeichnungChartplatzierungen (Jahr, Titel, Interpreten, Platzierungen, Wochen, Auszeichnungen, Anmerkungen) | Höchstplatzierung, Gesamtwochen, AuszeichnungChartplatzierungen (Jahr, Titel, Interpreten, Platzierungen, Wochen, Auszeichnungen, Anmerkungen) | Anmerkungen                                                                      |
| Jahr | Titel Interpreten                                                               | CH | US | Gospel | Anmerkungen                                                                      |
| ---- | ------------------------------------------------------------------------------- | --- | --- | --- | -------------------------------------------------------------------------------- |
| 2019 | Maverick City, Vol. 1                                                           | — | — | USG10 (1 Wo.)USG | EP                                                                               |
| 2020 | Maverick City, Vol. 3, Part 1                                                   | — | — | USG2 (198 Wo.)USG |                                                                                  |
| 2020 | Maverick City, Vol. 3, Part 2                                                   | — | — | USG2 (104 Wo.)USG |                                                                                  |
| 2020 | You Hold It All Together mit Upperroom                                          | — | — | USG2 (37 Wo.)USG |                                                                                  |
| 2020 | Maverick City Christmas                                                         | — | — | USG4 (8 Wo.)USG | Weihnachtsalbum                                                                  |
| 2021 | Move Your Heart mit Upperroom                                                   | — | — | USG1 (… Wo.)USG |                                                                                  |
| 2021 | Jubilee                                                                         | — | — | USG2 (11 Wo.)USG |                                                                                  |
| 2021 | Old Church Basement mit Elevation Worship                                       | CH93 (1 Wo.)CH | US30 Gold · (5 Wo.)US | USG1 (… Wo.)USG | 17 Wochen auf Platz 1 der Gospelcharts auch auf Platz 1 der Top Christian Albums |
| 2021 | Jubilee: Juneteenth Edition                                                     | — | — | USG2 (112 Wo.)USG |                                                                                  |
| 2021 | A Very Maverick Christmas mit dem Mav City Gospel Choir                         | — | — | USG3 (21 Wo.)USG | Weihnachtsalbum                                                                  |
| 2022 | Breathe mit dem Mav City Gospel Choir                                           | — | — | USG4 (11 Wo.)USG | EP                                                                               |
| 2022 | Tribl Nights: Anthologies mit Tribl                                             | — | — | USG6 (7 Wo.)USG |                                                                                  |
| 2022 | Kingdom Book One mit Kirk Franklin                                              | — | US151 (1 Wo.)US | USG2 (… Wo.)USG |                                                                                  |
| 2023 | The Mav Way: EP Vol. 1, The Maverick Way featuring Chandler Moore & Naomi Raine | — | — | USG1 (10 Wo.)USG |                                                                                  |
| 2023 | The Maverick Way Complete featuring Chandler Moore & Naomi Raine                | — | US96 (1 Wo.)US | USG1 (… Wo.)USG | 18 Wochen auf Platz 1 der Gospelcharts auch auf Platz 1 der Top Christian Albums |
| 2024 | Mavhouse mit Song House                                                         | — | — | USG7 (17 Wo.)USG | EP                                                                               |
| 2025 | Live at Maverick City                                                           | — | — | USG1 (… Wo.)USG |                                                                                  |

Weitere Alben
- Maverick City, Vol. 2 (EP, 2019)

Spanischsprachige Alben
- Como en el cielo (2021)
- Venga tu reino (2021)
- Simple adoración (2022)

### Lieder
| Jahr | Titel Interpreten | Höchstplatzierung, Gesamtwochen, AuszeichnungChartsChartplatzierungen (Jahr, Titel, Interpreten, Platzierungen, Wochen, Auszeichnungen, Anmerkungen) | Anmerkungen                                                    |
| Jahr | Titel Interpreten | Gospel | Anmerkungen                                                    |
| ---- | --- | --- | -------------------------------------------------------------- |
| 2021 | Champion mit Upperroom featuring Brandon Lake & Maryanne J. George                                                       | USG20 (5 Wo.)USG |                                                                |
| 2021 | Remember mit Upperroom featuring Dante Bowe & Eniola Abioye                                                              | USG24 (2 Wo.)USG |                                                                |
| 2021 | I Thank God mit Upperroom featuring Dante Bowe, Aaron Moses, Maryanne J. George & Chuck Butler                           | USG7 Gold · (20 Wo.)USG |                                                                |
| 2021 | Rest on Us mit Upperroom featuring Brandon Lake & Eniola Abioye                                                          | USG12 Gold · (26 Wo.)USG |                                                                |
| 2021 | Move Your Heart mit Upperroom featuring Dante Bowe & Elyssa Smith                                                        | USG15 (3 Wo.)USG |                                                                |
| 2021 | Come and Behold mit Upperroom featuring Chandler Moore & Elyssa Smith                                                    | USG25 (1 Wo.)USG |                                                                |
| 2021 | Jubilee featuring Naomi Raine, Bryan & Katie Torwalt                                                                     | USG12 (6 Wo.)USG |                                                                |
| 2021 | Jireh mit Elevation Worship featuring Chandler Moore & Naomi Raine                                                       | USG1 ×2Doppelplatin · (… Wo.)USG | 86 Wochen auf Platz 1                                          |
| 2021 | Talking to Jesus mit Elevation Worship featuring Brandon Lake                                                            | USG1 Gold · (24 Wo.)USG |                                                                |
| 2021 | Wait on You mit Elevation Worship featuring Dante Bowe & Chandler Moore                                                  | USG1 Gold · (26 Wo.)USG |                                                                |
| 2021 | Old Church Basement mit Elevation Worship featuring Dante Bowe                                                           | USG4 (19 Wo.)USG |                                                                |
| 2021 | Mercy mit Elevation Worship featuring Chris Brown                                                                        | USG5 (17 Wo.)USG |                                                                |
| 2021 | Million Little Miracles mit Elevation Worship featuring Joe L. Barnes                                                    | USG7 (17 Wo.)USG |                                                                |
| 2021 | Shall Not Want mit Elevation Worship featuring Chandler Moore                                                            | USG8 (15 Wo.)USG |                                                                |
| 2021 | Build Your Church mit Elevation Worship featuring Naomi Raine & Chris Brown                                              | USG9 (3 Wo.)USG |                                                                |
| 2021 | Used to This mit Elevation Worship featuring Naomi Raine & Brandon Lake                                                  | USG10 (7 Wo.)USG |                                                                |
| 2021 | Come Again mit Elevation Worship featuring Brandon Lake & Chandler Moore                                                 | USG11 (5 Wo.)USG |                                                                |
| 2021 | Names mit Elevation Worship featuring Tiffany Hudson                                                                     | USG15 (3 Wo.)USG |                                                                |
| 2021 | Before and After mit Elevation Worship featuring Amanda Lindsey Cook                                                     | USG17 (2 Wo.)USG |                                                                |
| 2021 | Promises featuring Joe L. Barnes & Naomi Raine                                                                           | USG1 Platin · (80 Wo.)USG | 11 Wochen auf Platz 1 auch auf Platz 1 der Hot Christian Songs |
| 2021 | Breathe featuring Jonathan McReynolds & Doe                                                                              | USG10 (15 Wo.)USG |                                                                |
| 2021 | Make It Right featuring Dante Bowe, Todd Dulaney, Jekalyn Carr & Mav City Gospel Choir                                   | USG24 (1 Wo.)USG |                                                                |
| 2021 | Yet mit Chandler Moore & Naomi Raine featuring Ashley Hess & the King Will Come                                          | USG10 (26 Wo.)USG |                                                                |
| 2021 | Revelation 19:1 featuring Naomi Raine & Mav City Gospel Choir                                                            | USG24 (1 Wo.)USG |                                                                |
| 2022 | Firm Foundation (He Won’t) featuring Chandler Moore & Cody Carnes                                                        | USG10 (33 Wo.)USG |                                                                |
| 2022 | Heal Our Land / Come & Move featuring Joe L. Barnes, Maryanne J. George & Mav City Gospel Choir                          | USG24 (1 Wo.)USG |                                                                |
| 2022 | Jireh featuring Chandler Moore & Naomi Raine                                                                             | USG3 (26 Wo.)USG |                                                                |
| 2022 | Worthy of My Song (Worthy of It All) – Live from Brooklyn featuring Phil Wickham, Chandler Moore & Mav City Gospel Choir | USG11 (19 Wo.)USG |                                                                |
| 2022 | Kingdom mit Kirk Franklin featuring Naomi Raine & Chandler Moore                                                         | USG5 (52 Wo.)USG |                                                                |
| 2022 | Bless Me mit Kirk Franklin                                                                                               | USG6 (43 Wo.)USG |                                                                |
| 2022 | Fear Is Not My Future mit Kirk Franklin featuring Brandon Lake & Chandler Moore                                          | USG2 (69 Wo.)USG |                                                                |
| 2022 | God Really Loves Us Crowder & Dante Bowe featuring Maverick City Music                                                   | USG1 (57 Wo.)USG |                                                                |
| 2022 | Mary Did You Know? featuring Chandler Moore, Lizzie Morgan & Mav City Gospel Choir                                       | USG7 (5 Wo.)USG |                                                                |
| 2023 | No Longer Bound (I’m Free) mit Chandler Moore & Forrest Frank                                                            | USG5 (33 Wo.)USG |                                                                |
| 2023 | God Problems featuring Chandler Moore & Naomi Raine                                                                      | USG2 (52 Wo.)USG |                                                                |
| 2023 | Crazy Love mit Chandler Moore & Naomi Raine featuring Noah Schnacky                                                      | USG9 (13 Wo.)USG |                                                                |
| 2023 | More Than Able mit Chandler Moore & Naomi Raine featuring Tasha Cobbs Leonard                                            | USG8 (26 Wo.)USG |                                                                |
| 2023 | Good News mit Naomi Raine & Chandler Moore featuring Todd Galberth                                                       | USG18 (… Wo.)USG |                                                                |
| 2023 | Yet mit Chandler Moore & Naomi Raine featuring Ashley Hess & the King Will Come                                          | USG10 (26 Wo.)USG |                                                                |
| 2023 | In the Room mit Chandler Moore & Naomi Raine featuring Tasha Cobbs Leonard                                               | USG2 (… Wo.)USG |                                                                |
| 2023 | For My Good mit Chandler Moore & Naomi Raine featuring Todd Galberth                                                     | USG11 (27 Wo.)USG |                                                                |
| 2023 | Away in a Manger / Worthy Is Your Name featuring Kim Walker-Smith, Chandler Moore & Mav City Gospel Choir                | USG17 (2 Wo.)USG |                                                                |
| 2024 | You Are Mighty featuring Nick Day & Odell Bunton Jr.                                                                     | USG23 (1 Wo.)USG |                                                                |
| 2024 | Rest on Us (Spirit Come Move over Us) featuring Sam Rivera                                                               | USG4 (19 Wo.)USG |                                                                |
| 2024 | Nobody but Jesus mit Song House featuring Genavieve Linkowski & Nick Day                                                 | USG4 (8 Wo.)USG |                                                                |
| 2024 | Rain Down on Me mit GloRilla & Kirk Franklin featuring Kierra Sheard & Chandler Moore                                    | USG1 (… Wo.)USG |                                                                |
| 2024 | Stand Still mit Song House featuring Mara Justine                                                                        | USG6 (… Wo.)USG |                                                                |
| 2024 | Questions mit Song House featuring Todd Galberth                                                                         | USG12 (2 Wo.)USG |                                                                |
| 2024 | Well, Well, Well mit Song House featuring Nick Day, Za Smith & Roman Collins                                             | USG13 (… Wo.)USG |                                                                |
| 2024 | Let Me Remind You mit Song House featuring Naomi Raine                                                                   | USG14 (1 Wo.)USG |                                                                |
| 2024 | Constant mit Jordin Sparks & Anthony Gargiula featuring Chandler Moore                                                   | USG2 (… Wo.)USG |                                                                |
| 2024 | The Gift mit Naomi Raine & Nick Day                                                                                      | USG9 (3 Wo.)USG |                                                                |
| 2025 | Go Tell It on the Mountain featuring Mav City Gospel Choir                                                               | USG25 (1 Wo.)USG |                                                                |

## Auszeichnungen
Grammy Awards
- 2022:
  - Best Contemporary Christian Music Album für Old Church Basement (mit Elevation Worship)
  - Nominierungen: Best Gospel Album für Jubilee: Juneteenth Edition, Best Contemporary Christian Music Performance/Song für Jireh, Best Gospel Performance/Song für Wait on You
- 2023:
  - Best Contemporary Christian Music Album für Breathe
  - Best Gospel Album für Kingdom Book One Deluxe (mit Kirk Franklin)
  - Best Contemporary Christian Music Performance/Song für Fear Is Not My Future
  - Best Gospel Performance/Song für Kingdom (mit Kirk Franklin)
  - Nominierung: Best Contemporary Christian Music Performance/Song für God Really Loves Us (Radio Version)
- 2024:
  - Nominierungen: Best Gospel Album für The Maverick Way, Best Contemporary Christian Music Performance/Song für God Problems
- 2025:
  - Nominierungen: Best Contemporary Christian Music Album für The Maverick Way Complete, Best Contemporary Christian Music Performance/Song für In the Roomm und für In the Name of Jesus